# Dobšiná
Dobšiná (bis 1927 slowakisch „Dobšina“; deutsch Dobschau, ungarisch Dobsina, lateinisch Dobsinium) ist eine Stadt in der Ostslowakei.

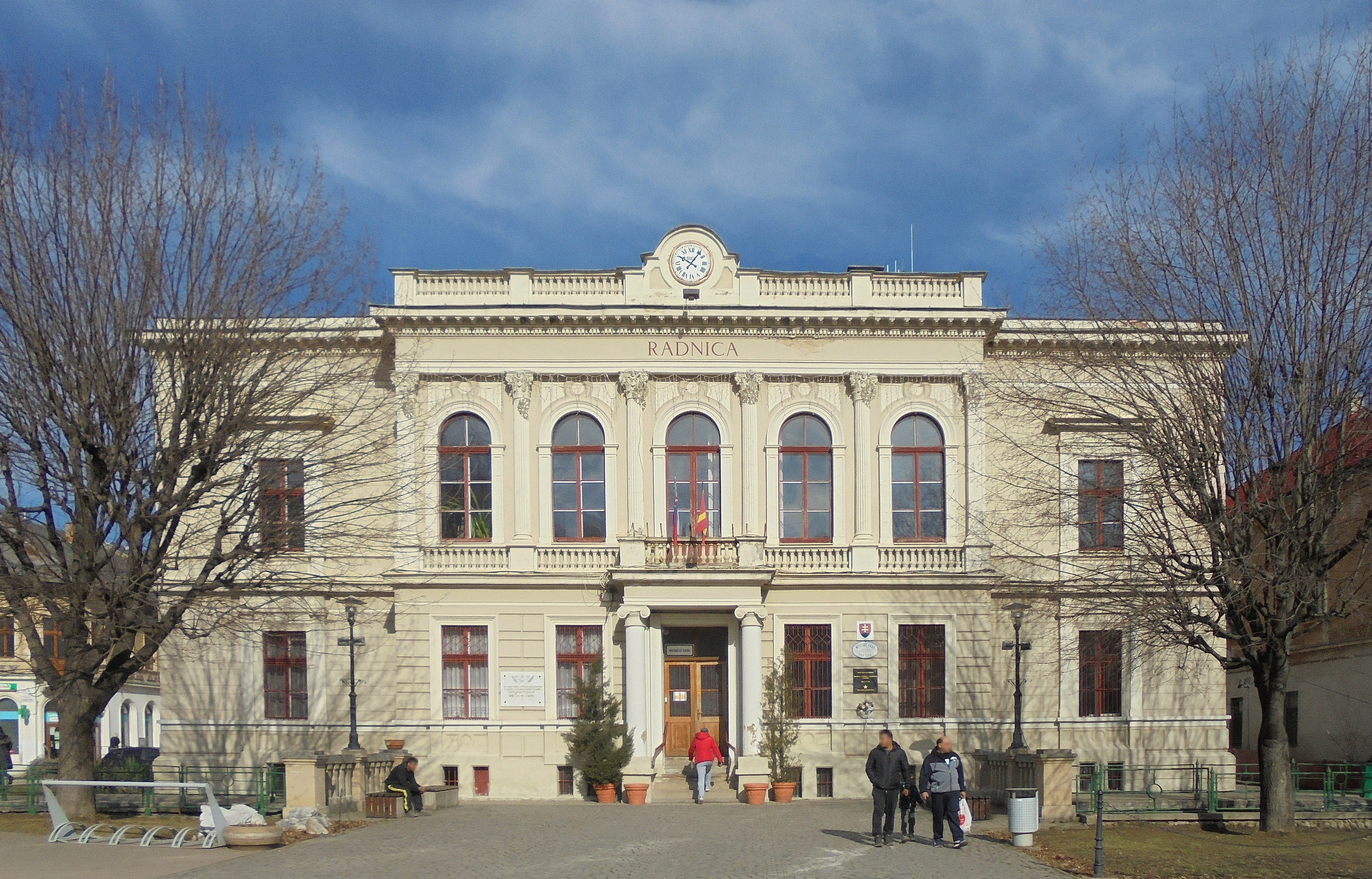
Rathaus in der Stadt

Sie liegt in den Bergen des östlichen Slowakischen Erzgebirges an einem Zufluss der Slaná (Dobschauer Bach/Dobšinský potok) zwischen dem Rauschenbacher Bergland (Revúcka vrchovina) und den Volovecer Bergen. Die bekannte Dobschauer Eishöhle liegt auf dem Territorium der Stadt.

## Geschichte
Die ehemals deutsch geprägte Stadt mit Bergbautradition wurde 1326 zum ersten Mal als Dobsina schriftlich erwähnt, bei dieser Nennung wird ein Schulze Nikolaus genannt und der Neugemeinde das Karpfener Recht zugesichert. Die Bergbausiedlung förderte vor allem Kupfer-, Gold-, Silber- und Eisenerz. Das Marktrecht bekam sie 1417, der Nachweis zur Erhebung zur Stadt fehlt allerdings. Die deutschsprachigen Bergleute entwickelten den Dobschauer oder Bulejner-Dialekt, der den Dialekten der benachbarten Zips nahe steht, weshalb sie oft landläufig zu den Zipser Sachsen (nicht im rechtlichen und engeren geographischen Sinne) gezählt wurden.
Während der Türkenüberfälle und der antihabsburgischen Aufstände hatte die Stadt stark zu leiden, später kam auch das Raubrittertum dazu. In der ersten Hälfte des 16. Jahrhunderts erfolgte in der Stadt die lutherische Reformation, hauptsächlich zwischen den deutschen Bewohnern, später sogenannten Buliner.
1874 wurde die Eisenbahnstrecke Rosenau–Dobschin eröffnet. Der Niedergang des Bergbaus im 19. Jahrhundert führte zum starken Schrumpfen der Gemeinde, die etwa 1/3 der Einwohner verlor, meistens die Deutschen. Um 1900 waren es 5115 Einwohner, 1930 nur noch 4681 Einwohner (davon 1291 Deutsche). Die karpatendeutsche Bevölkerung wurde 1945 vertrieben. Sehr viele der vertriebenen Deutschen aus Dobschau wurden 1945, nach Kriegsende, bei einem Massaker an den Insassen eines Flüchtlingszuges im Bahnhof von Prerau ermordet.

## Bevölkerung
| Jahr                | 1994 | 2004    | 2014     | 2024    |
| ------------------- | ---- | ------- | -------- | ------- |
| Anzahl der Personen | 4695 | 5103    | 5671     | 5169    |
| Unterschied         |      | +8,69 % | +11,13 % | −8,85 % |

| Jahr                | 2023 | 2024    |
| ------------------- | ---- | ------- |
| Anzahl der Personen | 5154 | 5169    |
| Unterschied         |      | +0,29 % |

## Sehenswürdigkeiten
Siehe: Liste der denkmalgeschützten Objekte in Dobšiná

## Bergrennen
Seit 1970 gibt es ein Bergrennen, bei dem der „Hausberg“ Dobšinský kopec bezwungen werden muss. Der Start der 6800 Meter langen Strecke befindet sich am Ortsende von Dobšiná und es werden in Richtung Poprad 397 Höhenmeter überwunden.
Der Rekord liegt momentan bei 2:21,898 min und wurde am 21. Juli 2013 von Simone Faggioli (ITA) mit einem Osella FA30, ausgerüstet mit einem Zytek-V8-Motor, aufgestellt.

## Städtepartnerschaften
- Šternberk, Tschechien, seit 1997
- Teistungen, Deutschland, seit 1999
- Sajószentpéter, Ungarn, seit 2000
- Kobiór, Polen, seit 2007
- Rudabánya, Ungarn, seit 2011

## Söhne und Töchter der Stadt
- Gustav Melczer (1869–1907), Mineraloge und Kristallograph